# Gonanticlea multistriata
Gonanticlea multistriata är en fjärilsart som beskrevs av W. Warren 1896. Gonanticlea multistriata ingår i släktet Gonanticlea och familjen mätare. Inga underarter finns listade i Catalogue of Life.